# Kim Vanreusel
Kim Vanreusel, née le 4 janvier 1998 à Anvers en Belgique, est une skieuse alpine belge.

## Biographie
En 2017, elle prend la 3e place en team event avec la Belgique lors des Mondiaux juniors à Åre.

## Palmarès
| Édition/ Épreuve                                | Descente | Géant | Slalom | Super G | Combiné | Team Event |
| Jeux olympiques de la jeunesse 2016 Lillehammer | -        | DNF   | 12e    | DNF     | -       | 9e         |
| Mondiaux 2017 Saint-Moritz                      | -        | 54e   | 42e    | -       | -       | 9e         |
| Mondiaux juniors 2017 Åre                       | 32e      | 34e   | 13e    | 36e     | 24e     | Bronze     |
| Mondiaux juniors 2018 Davos                     | -        | 39e   | 16e    | -       | -       | -          |
| Pyeongchang 2018                                | 30e      | 39e   | 40e    | 40e     | -       | -          |
| Mondiaux 2019 Åre                               | -        | 47e   |        | -       | -       | 9e         |